# Konstantinova darovnica
Konstantinova darovnica (latinski: Donatio Constantini, Constitutum Constantini) crkvena je isprava prema kojoj je rimski car Konstantin Veliki (306. – 337.) darovao papi Silvestru I. (314. – 335.) i njegovim nasljednicima pravo na svjetovnu i duhovnu vlast nad Italijom i svim drugim zapadnoeuropskim zemljama.
Dokument je sastavio nepoznati autor u 8. stoljeću na osnovu legendi koje datiraju iz 5. stoljeća. Iako je imao samo ograničeni utjecaj u trenutku njegovog objavljivanja, ovaj je dokument kasnije imao veliki utjecaj na političke i vjerske događaje u srednjovjekovnoj Europi.
Činjenicu da je Konstantinova darovnica krivotvorina otkrio je renesansni humanista i papin sekretar Lorenzo Valla 1440. godine.

## Vanjske poveznice
- Constitutum Donatio Constantini, The Latin Library
- Constitutum Donatio Constantini, Bibliotheca Augustana
- Constitutum Constantini  Arhivirana inačica izvorne stranice od 26. rujna 2007. (Wayback Machine), The Roman Law Library
- Lorenzo Valla, Discourse on the Forgery of the Alleged Donation of Constantine